# HD 102195
Flegetonte eller HD 102195 är en ensam stjärna belägen i den östra delen av stjärnbilden Jungfrun. Den har en skenbar magnitud av ca 8,07 och kräver åtminstone en stark handkikare eller ett mindre teleskop för att kunna observeras. Baserat på parallax enligt Gaia Data Release 2 på ca 34,1 mas, beräknas den befinna sig på ett avstånd på ca 96 ljusår (ca 29 parsek) från solen. Den rör sig bort från solen med en heliocentrisk radialhastighet på ca 1,9 km/s. Stjärnan har en stor egenrörelse och ingår möjligen i rörelsegruppen för Eta Chamaeleontis. 

## Nomenklatur
HD 102195 gavs, på förslag av Italien, namnet Flegetonte i NameExoWorlds-kampanjen under 100-årsjubileet för IAU. Flegetonte är eldens flod enligt grekisk mytologi i den italienska berättande dikten Divina Commedia. 

## Egenskaper
HD 102195 är en orange till gul stjärna i huvudserien av spektralklass K0 V. Den har en massa som är ca 0,9 solmassor, en radie som är ca 0,8 solradier och avger ca 50 procent av solens utstrålning av energi från dess fotosfär vid en effektiv temperatur av ca 5 300 K. Den är en kvasiperiodisk variabel stjärna med en cykel på 11,5 dygn, ett variationintervall på 3,65 procent och en fasformad amplitud på 94 procent.

## Planetsystem
År 2005 upptäcktes en följeslagare, HD 102195 b,  med hjälp av Exoplanet Tracker-instrumentet. Denna exoplanet har en massa av ≥0,45 Jupitermassor, en omloppsperiod av ca 4,1 dygn i en cirkulär bana. Genom att jämföra rotationsperioden och radien för stjärnan med den projicerade rotationshastigheten, härledde Melo et al. (2007) en lutning av omloppsbanan på 47°, vilket skulle tyda på en massa hos planeten av 0,62 Jupitermassor.